# Lecythis pisonis
Lecythis pisonis är en tvåhjärtbladig växtart som beskrevs av Jacques Cambessèdes. Lecythis pisonis ingår i släktet Lecythis och familjen Lecythidaceae. Inga underarter finns listade i Catalogue of Life.

## Bildgalleri

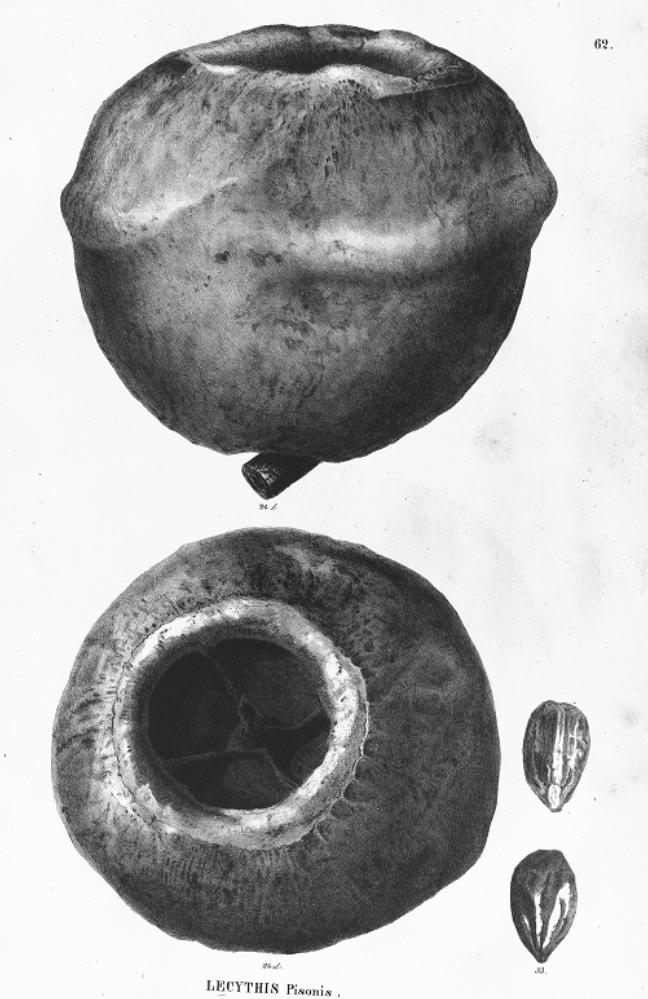